# Scutiger (geslacht)
Scutiger is een geslacht van kikkers uit de familie Megophryidae. De groep werd voor het eerst wetenschappelijk beschreven door William Theobald in 1868. Later werd de wetenschappelijke naam Cophophryne gebruikt.
Er zijn 24 verschillende soorten, inclusief de pas in 2019 wetenschappelijk beschreven soort Scutiger tengchongensis. Alle soorten komen voor in delen van Azië en leven in de landen China, India, Myanmar en Nepal. De verschillende soorten zijn bergbewoners en leven in hooggelegen gebieden tussen 1000 en 5300 meter boven zeeniveau.

## Taxonomie
Geslacht Scutiger
- Soort Scutiger adungensis
- Soort Scutiger bhutanensis
- Soort Scutiger boulengeri
- Soort Scutiger brevipes
- Soort Scutiger chintingensis
- Soort Scutiger ghunsa
- Soort Scutiger glandulatus
- Soort Scutiger gongshanensis
- Soort Scutiger jiulongensis
- Soort Scutiger liupanensis
- Soort Scutiger maculatus
- Soort Scutiger mammatus
- Soort Scutiger muliensis
- Soort Scutiger nepalensis
- Soort Scutiger ningshanensis
- Soort Scutiger nyingchiensis
- Soort Scutiger occidentalis
- Soort Scutiger pingwuensis
- Soort Scutiger sikimmensis
- Soort Scutiger spinosus
- Soort Scutiger tengchongensis
- Soort Scutiger tuberculatus
- Soort Scutiger wanglangensis
- Soort Scutiger wuguanfui